# Anno 2070
Anno 2070 là một game mô phỏng kinh tế và xây dựng thành phố, với các yếu tố chiến lược thời gian thực. Đây là phiên bản thứ năm của dòng game Anno. Trò chơi được phát hành vào ngày 17 tháng 11 năm 2011, và được hợp tác phát triển bởi studio Related Designs của Đức và Blue Byte, và do Ubisoft phát hành. Anno 2070 đòi có Uplay hoạt động như một Hệ thống DRM luôn ở trạng thái trực tuyến, sau đó bị xóa vì nhận được sự chỉ trích nặng nề từ người chơi.

## Cốt truyện
Game lấy bối cảnh Trái Đất vào năm 2070. Sự ấm lên toàn cầu đã làm tan chảy tảng băng Bắc Cực, nơi đã làm tăng mực nước biển toàn cầu khiến vùng bờ biển bị ngập lụt. Kết quả là, nhiều thành phố cũ đã biến mất dưới đại dương, và phần lớn những gì đã từng là vùng cao đã bị biến thành chuỗi các hòn đảo mới. Trách nhiệm giải quyết và khai thác các biên cương mới này được trao cho một nhóm người được chọn cầm đầu các căn cứ di động trên biển được gọi là Ark.
Game có tới ba phe: Eden Initiative (thường gọi là "Eco"), Global Trust (thường gọi là "Tycoon"), và S.A.A.T. (thường gọi là "Tech"). Eco là những thành phố được xây dựng bền vững và thân thiện với môi trường, nhưng không hiệu quả và chậm mở rộng. Tycoon thì công nghiệp hóa và mở rộng nhanh chóng, nhưng có vấn đề với ô nhiễm và tài nguyên cạn kiệt. Tech là một phe hỗ trợ có sẵn cho hai phe kia và họ rất hữu ích trong việc nghiên cứu các công nghệ mới nhất và mạnh nhất. Techs chỉ có sẵn sau này trong game khi 10.000 điểm tín dụng được quyên góp cho sự nghiệp của họ.

## Lối chơi
Trong Anno 2070, chính trị không còn được xác định bởi các quốc gia, ranh giới, tôn giáo, chủng tộc, v.v., mà là cách con người chọn sản xuất năng lượng. Tất cả nhân loại tập hợp dưới một chính phủ toàn cầu nơi ba phe chính của trò chơi kiểm soát các quyết định của thế giới. Người chơi cũng có thể bỏ phiếu cho một Chủ tịch Thế giới (World President) và bỏ phiếu trong Hội đồng Thượng viện (Senate Council). Việc tham gia sẽ mang lại hiệu ứng khác nhau cho tất cả người chơi, tùy thuộc vào ai là chủ tịch hoặc dự luật nào được thông qua, cho đến khi chu kỳ bỏ phiếu tiếp theo bắt đầu. Ví dụ, bỏ phiếu cho CEO Skylar Banes của Tycoons sẽ tăng năng suất của các công trình sản xuất. Người chơi cũng có thể đạt được thành tích và phần thưởng chỉ từ việc chơi trò chơi. Người chơi có thể tùy chỉnh Ark của mình để phù hợp với sở thích cá nhân, chỉ dành cho tính thẩm mỹ, cũng như đạt được những phần thưởng đặc biệt ảnh hưởng đến lối chơi. Nâng cấp tài nguyên và công nghệ được thực hiện trên Ark và sử dụng trong một mục chơi khác gọi là "chế độ nối tiếp" (Continuous Mode).
Game có một khởi đầu khá chậm rãi, khi người chơi bắt đầu từ một bến cảng nho nhỏ trên một hòn đảo nào đó với một số vốn nhỏ và bắt tay vào dựng nên những công trình đầu tiên cho đế quốc của mình. Tất cả nội dung của game sẽ dần dần phơi bày ra trước mắt người chơi, nhằm tránh việc gây ra cảm giác choáng ngợp khi trút mọi thứ xuống đầu người chơi. Thật may mắn là nhà phát triển cũng tinh ý khi cung cấp một thư viện khá đầy đủ, với rất nhiều thông tin về mọi tính năng trong game, giúp người mới có được khái niệm cơ bản trong khi các cựu binh có cơ hội mài giũa lại kỹ năng của mình.
Phần chơi đơn của Anno 2070 mang lại khá nhiều lựa chọn cho người chơi, bao gồm phần chơi chiến dịch (Campaign), phần chơi tiếp nối (Continuous) không giới hạn thời gian và phần chơi đơn (Single Mission) với các nhiệm vụ được đặt ra sẵn cho người chơi thực hiện. Trong đó, phần chiến dịch của game tỏ ra là kẻ thay thế cho mục Tutorial, với các nhiệm vụ đơn giản và dễ hiểu trong hai chapter đầu, nhưng nhanh chóng trở nên phức tạp và rối rắm trong chapter 3. Người chơi có thể bỏ nhiều thời gian vào mục chơi này, nhưng một khi đã quen thuộc với mọi yếu tố của game, người chơi sẽ nhanh chóng làm chủ được nền kinh tế, phát triển ra khỏi phạm vi hòn đảo ban đầu và nhanh chóng trở thành một quốc gia làm chủ cả đất liền và biển cả. Thậm chí game còn đưa vào một hệ thống bầu cử cho phép người chơi lựa chọn người đứng đầu cho thế giới trong game, và điều này sẽ ảnh hưởng trực tiếp đến lối chơi. Có thể đó chỉ là việc giảm giá cho một vài công trình quan trọng, nhưng cũng có thể là những tính năng đặc biệt dành riêng cho phe phái của mình — điều khiến cho tính năng ngoại giao của game trở nên quan trọng sẽ được nhắc đến ở phần sau. Bên cạnh mục chơi đơn nổi bật, mục chơi mạng (Multiplayer) cũng hiện diện trong game, nhưng chỉ cho đủ số bởi mỗi màn chơi của game thường kéo dài nhiều giờ liền, một điều không thể xảy ra trong các trận đấu của mục chơi mạng.
Chỉ với một hòn đảo và lượng tài nguyên có sẵn ban đầu, nhưng trong quá trình phát triển, nhà lãnh đạo của người chơi sẽ nhanh chóng bị buộc phải tìm kiếm những vùng đất mới để thỏa mãn các nhu cầu ngày càng tăng của dân cư. Khi xã hội tiến bộ, con người trong thành phố của người chơi sẽ có thêm các nhu cầu mới về thực phẩm, giải trí, giáo dục,... và mỗi nhu cầu cần một sản phẩm riêng. Đến lượt mình, mỗi sản phẩm lại cần nhiều nguyên liệu thô và nhà máy để tạo thành một dây chuyền sản xuất ra chúng, và chính những nguyên liệu thô này là thứ buộc người chơi phải mở rộng vòng tay của mình. Người chơi cũng có thể tìm kiếm những quốc gia khác trên bản đồ, mua bán với họ để có thêm thu nhập và tài nguyên cho mình, nhưng thường rất có hạn và không theo kịp tốc độ "ngốn" tài nguyên của người chơi. Rồi sau khi mở khóa được phe thứ ba S.A.A.T. thì việc sử dụng họ trong quá trình chơi là cả một thử thách mới với người chơi, bởi họ đòi hỏi những sản phẩm cao cấp tốn rất nhiều thời gian và công đoạn để tạo ra, những cũng đi kèm những phần thưởng xứng đáng.
Một khi người chơi tìm được những quốc gia khác trên bản đồ, đó là lúc để phần chơi ngoại giao vào cuộc. Người chơi có thể ký những hiệp ước giao thương, mua chuộc họ để bầu cử cho phía mình, kết đồng minh hoặc tuyên chiến... Game hỗ trợ tính năng lập nên những đường giao thương tự động, điều đã có sẵn từ các phiên bản Anno trước giúp việc mua bán giữa các quốc gia được thuận lợi hơn. Việc có được nhiều đồng minh để tăng khả năng trúng cử là rất quan trọng, bởi về lâu dài những lợi thế nhỏ có được khi trúng cử sẽ trở thành những yếu tố quyết định để giành chiến thắng trong cả game. Mặc dù vậy, tất cả những yếu tố khác của phần chính trị trong game được thực hiện khá sơ sài, có vẻ chỉ nhằm giúp người chơi có cảm giác về sự hiện diện của chúng trong game hơn là biến chúng thành một phần quan trọng trong lối chơi.
Sau khi đã có được một nền tảng vững chắc trên đất liền, đó là lúc người chơi bước chân xuống đáy biển. Đây là một ý tưởng khá thú vị của game, bởi việc cư trú dưới đại dương luôn là một ước mơ lớn của con người. Người chơi sẽ được xây dựng những khu vực khai thác nguồn khoáng sản vô tận bên dưới mặt nước, với những công trình được thiết kế đậm chất viễn tưởng tuyệt đẹp của game. Dù vậy, những vùng đất nằm dưới đại dương này lại không có vai trò thực sự quan trọng trong lối chơi và tường bị bỏ quên sau khi đã hoàn tất việc xây dựng chúng. Đây quả là một điều đàng tiếc, bởi nếu được khai thác kỹ hơn, những công trình ngầm dưới đáy biển sẽ mang lại một chiều sâu chiến thuật mới cho phần quân sự của game, vốn chỉ theo hướng "lấy thịt đè người" khá mờ nhạt kể từ phiên bản đầu tiên của dòng game này.

### Sự kiện
Lối chơi gồm có "sự kiện thế giới" (World Events); các nhiệm vụ đặc biệt chỉ được cung cấp trong một thời gian giới hạn, cho phép tất cả người chơi kết hợp với nhau và hoàn thành nhiệm vụ. Hoàn thành xong nhiệm vụ sẽ thưởng cho người chơi tùy thuộc vào số lượng người tham gia.
- Sự kiện đầu tiên: Neo Skullz Pirates - người chơi hưởng ứng lời kêu gọi của Hội đồng Thế giới về cuộc chiến chống lại đám cướp biển đe dọa nhân loại bằng tên lửa hạt nhân.
- Sự kiện thứ hai: Project Eden - người chơi giúp Eden Initiative kích hoạt công nghệ "Cũ", là hệ thống lọc không khí và nước hiệu suất cao chống ô nhiễm trên các hòn đảo.
- Sự kiện thứ ba: Global Distrust - người chơi giúp Global Trust ngăn chặn suy thoái kinh tế toàn cầu bằng cách mở rộng thương mại và giảm thuế để thu hút nhiều cư dân hơn.
- Sự kiện thứ tư: The Nordamark Conflict - người chơi cần hòa giải một cuộc đối đầu giữa Global Trust và Eden Initiative trong một khu vực được gọi là Nordamark với các nhà ngoại giao và tàu ngầm hạt nhân mang tên Orca.
- Sự kiện thứ năm: The Secret of the Ebashi Trench - người chơi giúp phe Tech phát triển một nhà máy điện địa nhiệt. Sự kiện này là khúc dạo đầu của bản mở rộng Deep Ocean.

Ngoài ra còn có "sự kiện hiện tại" (Current Events), mà người chơi có thể hoàn thành một nhiệm vụ cụ thể cho một trong ba phe để giành phần thưởng. Sự kiện hiện tại thay đổi hàng ngày, không giống như sự kiện thế giới chỉ diễn ra trong vài tháng.

### Phe phái
- Tycoon - Lãnh đạo: Skylar Banes, CEO. Phe này là đại diện của Global Trust, nhà cung cấp năng lượng hàng đầu của Trái Đất vào năm 2070. Tycoon muốn khai thác tài nguyên nhanh chóng để sử dụng ngay lập tức, điều này dẫn đến những người lao động trở nên giàu hơn và có thể trả nhiều thuế hơn. Nền kinh tế của phe Tycoon tăng tốc sớm trong game và giảm dần vào lúc cuối, vì tài nguyên không thể tái tạo của họ cạn kiệt (tuy nhiên công nghệ của Tech có thể giảm thiểu nhược điểm này). Đổi lại, Tycoon làm giảm cân bằng sinh thái và ảnh hưởng tiêu cực đến môi trường. Tycoon dựa vào than đá và các nhà máy hạt nhân để lấy năng lượng, và công dân của họ thưởng thức hamburger, rượu vang và dành thời gian tại Sòng bạc. Công dân Tycoon không lo lắng về cân bằng sinh thái tiêu cực nhiều như các đối tác Eco của họ, nhưng họ có thể đạt được lợi ích từ cân bằng sinh thái tích cực. Để tăng cân bằng sinh thái, Tycoons có thể xây dựng, ví dụ, bể chứa CO2 và máy nén chất thải. Tuy nhiên, những loại công nghệ của họ chỉ có khả năng loại bỏ các tác động tiêu cực đến môi trường và không thể tạo ra hệ sinh thái tích cực.
- Eco - Lãnh đạo: Seamus Green, người sáng lập và lãnh đạo tinh thần. Phe này là đại diện của Eden Initiative, tổ chức môi trường có ảnh hưởng nhất Trái Đất. Eco dựa vào công nghệ xanh để tạo ra các thành phố đóng vai trò là nơi bảo tồn thiên nhiên và giúp cân bằng hệ sinh thái. Các thành phố của họ không hiệu quả và chậm phát triển, nhưng nền kinh tế của Eco sẽ ổn định và đáng tin cậy cho đến khi kết thúc game. Eco dựa vào năng lượng gió và mặt trời, và công dân của họ thích uống trà, ăn thực phẩm tốt cho sức khỏe và nghe dàn nhạc giao hưởng. Eco bị ảnh hưởng bởi cân bằng sinh thái tiêu cực nhiều hơn Tycoon, nhưng họ cũng có thể được hưởng lợi từ cân bằng sinh thái tích cực. Để tăng cân bằng sinh thái, Eco sử dụng máy tạo ozone và trạm thay đổi thời tiết, v.v.
- Tech - Lãnh đạo: F.A.T.H.E.R., AI siêu thông minh. Phe này là đại diện của S.A.A.T. (Scientific Academy for Advanced Technologies, Viện Khoa học Công nghệ Tiên tiến), và là nhà phát minh tối cao về công nghệ và bậc thầy thế giới dưới nước. Họ đã thiết kế Ark và E.V.E. (cố vấn trong game của người chơi), cũng như xây dựng kế hoạch máy bay, tàu ngầm và tên lửa. Tech là phe duy nhất có thể sống và làm việc dưới nước trên các cao nguyên ngập nước. Nuôi tảo và khai thác kim cương là một vài điều họ có thể làm dưới nước. Tech có thể nghiên cứu các đập thủy điện để lấy năng lượng và sử dụng các nhà máy điện hải lưu dưới nước. Người của họ là các nhà khoa học và thích nghiên cứu trong các tòa nhà nghiên cứu. Để tiến lên một cấp độ cao hơn, công dân của họ cần thực phẩm chế biến từ tảo từ các thành phố dưới nước và họ thích uống nước tăng lực (làm từ cà phê và đường).

## Phát triển

### Quản lý bản quyền kỹ thuật số
Game có chứa giới hạn kích hoạt máy Solidshield Tages SAS 3 và luôn cần kết nối với internet khi chơi game. Thay đổi phần cứng có thể sử dụng tối đa một kích hoạt. Sau khi kích hoạt lần cuối được sử dụng, 1 được lấy lại cứ sau 30 ngày. Điều này tạo ra sự chỉ trích rộng rãi khi các game thủ hợp pháp phải đối mặt với các vấn đề khác nhau cho các hệ thống trực tuyến duy nhất như vậy. Vì vậy, vào năm 2012 Ubisoft đã quyết định phát hành một bản vá phổ quát loại bỏ DRM trực tuyến duy nhất khỏi một số trò chơi bao gồm Anno 2070.

## Nội dung tải về
Các gói DLC đầu tiên được công bố vào ngày 13 tháng 2 năm 2012.
- The Keeper Package - S.A.A.T. phiên bản của công cụ công nghệ Cũ với lớp da độc đáo cũng như quyền tiếp cận các bản nâng cấp cao cấp.
- The Development Package - Hai nhiệm vụ thưởng độc quyền về lịch sử công nghệ Cũ và chân dung mới của nhà phát minh Josh "the Ghost" Steen.
- The Eden Series Package - Xây dựng trang trí cho phe Eco, như bố trí hệ thống Công viên mới, Giường hoa, Đài phun nước, v.v.

Ba gói DLC đã được thêm vào ngày 26 tháng 3 năm 2012, những gói này có chủ đề Tycoon trái ngược với các DLC theo chủ đề Eco trước đó.
- The Central Statistical Package - Phiên bản giao diện mới của tòa nhà Trung tâm Thống kê phe Global Trust và tất cả các nâng cấp của nó.
- The Crisis Response Package - Hai màn chơi độc quyền tập trung vào việc khôi phục vinh quang kinh tế trước đây của Tycoon sau một vụ sụp đổ trên thị trường chứng khoán.
- The Distrust Series Package - Các tòa nhà trang trí, trang trí cho phe Tycoon, bao gồm Trung tâm mua sắm dưới lòng đất, Đèn rọi, Hàng rào an ninh, v.v.

Ba gói DLC đã được thêm vào với Sự kiện Thế giới mới The Nordamark Conflict.
- The E.V.E. Package - Đưa ra một bức chân dung mới của EVE trong chủ đề màu đỏ.
- The Silent Running Package - Cung cấp cho người chơi quyền tiếp cận tàu ngầm hạt nhân Erebos và các bản nâng cấp khác nhau của nó.
- The Nordamark Line Package - Các tòa nhà trang trí bến cảng khác nhau được thêm vào, bao gồm một ngọn hải đăng có thể thay đổi thời gian trong ngày thành bình minh, buổi trưa, hoàng hôn và ban đêm.

## Mở rộng
Vào tháng 10 năm 2012, Ubisoft đã tung ra một bản mở rộng mang tên Deep Ocean, bổ sung một màn văn minh mới cho phe Tech và các tài nguyên và sản phẩm mới để đáp ứng nhu cầu mới của phe đó. Bản mở rộng cũng cung cấp một nguồn năng lượng mới, nhà máy điện địa nhiệt, có thể gây ra một thảm họa tự nhiên mới mẻ: sóng thần. Năm nhiệm vụ chiến dịch mới giới thiệu những tính năng này. Nó cũng bổ sung nhiều yếu tố mới cho trò chơi, thay đổi hoàn toàn lối chơi, đáng chú ý nhất là khi chơi với phe Tech. Những người chơi không có bản mở rộng Deep Ocean không thể kết nối phần chơi mạng với những người chơi khác có bản mở rộng trừ khi bản mở rộng bị vô hiệu hóa.

## Đón nhận
Sự đón nhận quan trọng dành cho Anno 2070 đã rất tích cực kể từ khi phát hành game, với phần lớn giới phê bình coi đây là một bước tiến lớn trong dòng Anno. Sự chỉ trích game bị ảnh hưởng nặng nề bởi yêu cầu luôn luôn kết nối trực tuyến để tiếp cận tất cả các tùy chọn trong game. Khi không trực tuyến, người chơi vẫn có thể tiếp cận chế độ ngoại tuyến, nhưng không được chỉnh sửa thông tin hồ sơ của riêng mình và không thể cập nhật căn cứ Ark, đặt hàng hóa vào đó hoặc nâng cấp bằng thiết bị. Việc tiếp nhận sớm tại thời điểm phát hành cũng bị ảnh hưởng tiêu cực bởi các sự cố liên tục, sự cố máy chủ và các nhà phê bình chỉ ra rằng trò chơi hoạt động tốt hơn trên các phiên bản lậu thay vì bản chính thức có quyền truy cập máy chủ Ubisoft.